# Crémant
Un Crémant (cremós en francès) és un vi escumós obtingut per mètodes tradicionals en una zona de denominació determinada i que compleix uns criteris de producció estrictes (en el cas francès, un decret de l'Institut national de l'origine et de la qualité, INAO). Van ser nomenats originalment «cremosos» perquè es creia que la menor pressió del diòxid de carboni respecte a d'altres escumosos els proporcionaven una sensació a la boca més cremosa que escumosa i, en el passat, la denominació crémant de Champagne es feia servir fins i tot per a xampanys que referien un sabor més suau.
La producció d'aquests vins escumosos ha de complir amb les especificacions determinades i propies per la seva regió: hi ha Crémant d'Alsàcia, Borgonya, Bordeus, Die (a les vinyes de la vall del Roine), Jura, Limoux (vinyes de Llenguadoc-Rosselló), Loire, de Luxemburg, Savoia i Valònia (a les vinyes de Bèlgica). La producció francesa de vins escumosos amb «denominació d'origen controlada» (AOC) que inclouen la denominació Crémant en el seu nom són:
- Crémant d'Alsàcia
- Crémant de Bordeus
- Crémant de Borgonya
- Crémant de Die
- Crémant de Jura
- Crémant de Limós
- Crémant de Loire
- Crémant de Savoia